# 天棓增七
武仙座74，又名BD+46 2293，HD 157325、SAO 46645、HR 6464，是武仙座的一颗恒星，视星等为5.59，位于銀經72.16，銀緯34.58，其B1900.0坐标为赤經17h 17m 31.6s，赤緯+46° 34.58′ 20″。